# Даулагири
Даулагири (धौलागिरी) је планина у Непалу, у планинском ланцу Даулагири Хималаји, који је део ланца Хималаја. Једна од укупно четрнаест планина виших од 8000 метара, и с 8167 метара надморске висине, седма највиши планински врх на свету.

## Опис и откриће
Планина, чији назив у преводу с тибетанског значи "бела планина", откривена је 1808, те је на основу прорачуна Виљема Спенсера Веба проглашена највишом планином на свету, статус који је имала 30 година до открића Канченџунга. Налази се северно од Покаре, важног регионалног града и туристичког одредишта. Дубоким кањоном Кали Гандаки издвојена је од ланца Анапурна Хималаји, који садржи Анапурну, такође један од врхова изнад 8000 м висине. Висина у односу на дно планине једна је од највећих на свету, јер се уздиже 7000 м изнад југоисточног кањона Кали Гандаки на 30 км хоризонталне удаљености, који је посебно импресиван због непосредне близине реци два изванредно висока планинска врха. 
Јужну и западну страну планине Даулагири карактеришу масивне стрмине које се уздижу 4000 метара у односу на дно планине. Међу мањим врховима у ланцу, Гурџа Хималаји такође садржи врло стрме литице на јужној страни.

## Успони
Даулагири је први пут освојен 13. маја 1960, када се на врх попела швајцарско- аустријска експедиција предвођена Маxом Ајселином, док су сам врх освојили Курт Дајмбергер, Петер Дајнер, Ернст Форер, Албин Скелберт, Нима Дорји и Наванг Дорји, преко североисточног гребена, који је истражила годину дана раније аустријска експедиција предвођена Фрицом Моравецом. Такође, то је била прва хималајска експедиција с подршком ваздухопловом тежег од ваздуха, иако се сам авион, Пилатус ПЦ-6, срушио током прилажења и касније је напуштен у "Скривеној Долини", северно од планине. Други успон постигао је 1970. јапански тим, када су се 20. октобра на врх попели Тецуји Кавада и Лакпа Тензинг.
Већина успона постигнута је путем првог успона на врху, али успони су такође освајани из скоро свих осталих смерова.